# Pulau Laki
Pulau Laki är en ö i Indonesien.   Den ligger i provinsen Jakarta, i den västra delen av landet, 50 km nordväst om huvudstaden Jakarta. Arean är 0,22 kvadratkilometer.
Terrängen på Pulau Laki är platt. Den sträcker sig 0,7 kilometer i nord-sydlig riktning, och 0,4 kilometer i öst-västlig riktning.